# 호흡부전
호흡 부전(呼吸不全, respiratory failure)은 의학에서 호흡계통에 의한 부적절한 가스 교환을 가리키는 용어이다. 이 증상이 일어나면 동맥 산소 및 이산화탄소 수준이 통상 범위 안에서 유지할 수 없다. 피의 산소화가 떨어지는 현상을 저산소증이라고 한다. 동맥의 이산화탄소 수준이 증가하는 현상을 과탄산혈증이라고 한다. 일반적인 참조값은 산소 PaO2이 80 mmHg (11 kPa)보다 크고 이산화탄소 PaCO2가 45 mmHg(6.0 kPa) 보다 낮은 것과 같다. 이 증상은 제1형과 제2형으로 나눌 수 있는데 제1형은 이산화탄소 분압 증가 없이 산소 분압이 감소한 상태이며, 탄소 II는 이산화탄소 분압이 증가한 상태이다.

## 종류

### 제1형
| PaO2   | 낮음 (< 60 mmHg (8.0 kPa)) |
| PaCO2  | 일반 또는 낮음             |
| PA-aO2 | 증가                       |

### 제2형
| PaO2   | 감소            |
| PaCO2  | 증가 (>50 mmHg) |
| PA-aO2 | 일반            |
| pH     | 감소            |

## 같이 보기
- 호흡곤란
- 호흡